# من الممكن إنشاء عالم أعدل (كتاب)
من الممكن إنشاء عالم أعدل كتاب ألفه الرئيس التركي رجب طيب أردوغان نُشر بسبع لغات في عام 2021.

## موضوع الكتاب
في هذا الكتاب؛ تمت مناقشة المشاكل الدولية مثل الظلم والفساد وأزمة اللاجئين والمشهد العالمي لما يحدث في الشرق الأوسط والإرهاب الدولي ورهاب الإسلام.